# Tirat Carmel
Tirat Carmel (en hebreu: טירת כרמל) és una ciutat del districte de Haifa d'Israel. La zona on hi ha la ciutat ja fou habitada pels romans, els otomans i els britànics. Fou ocupada pels israelians durant la Guerra araboisraeliana de 1948 i obtingué l'estatus de ciutat el 1992.

## Dades estadístiques

### Demografia
Segons l'Oficina Central d'Estadística d'Israel (CBS), l'any 2001 la població de la ciutat era un 99,6% jueva o no-àrab, i no hi ha un nombre significatiu d'àrabs.
L'any 2001 hi havia 9.200 homes i 9.300 dones. La població de la ciutat es compon en un 31,2% de persones de menys de 20 anys, un 16,7% de persones d'entre 20 i 29 anys, un 19,4% d'entre 30 i 44, un 17,8% d'entre 45 i 59, un 4,1% d'entre 60 i 64, i un 10,9% de majors de 65. La taxa de creixement de la població aquell mateix any era de 0,8%.

### Ingressos
Segons la CBS, l'any 2000 hi havia 6.068 empleats i 411 autònoms a la ciutat. El salari mensual mitjà de la ciutat per als empleats era de 4.428 nous xéquels. El salari mitjà dels homes era de 5.621 nous xéquels i el de les dones era de 3.211 nous xéquels. Els ingressos mitjans dels autònoms eren de 4.818 nous xéquels. 450 persones rebien prestació d'atur i 1.891 ajuda social.

### Ensenyament
Segons la CBS, hi ha 9 centres educatius i 3.049 estudiants a la ciutat. Hi ha 6 escoles primàries amb 1.681 estudiants i 6 escoles secundàries amb 1.368 estudiants. L'any 2001, un 59,8% dels estudiants d'últim curs de secundària es van graduar.

## Ciutats agermanades
- Monheim am Rhein (Alemanya)
- Maurepas (Yvelines) (França)